# Krivo srastanje
Krivo srastanje peti je studijski album rock skupine Azra, snimljen tijekom listopada i studenog 1983. godine u studiju Cream u Frankfurtu, te Ante Sonic Studio u Arnhemu, a objavljen 1984. godine u izdanju Jugotona.

## Povijest

### Prije snimanja
Krajem 1983. godine bubnjar Boris Leiner vraća se u Azru s odsluženja vojnog roka. Basist Mišo Hrnjak nakon povratka iz vojske prestaje se baviti glazbom, čime ujedno prestaje postojati najpoznatija postava Azre.

### Zvuk
Zvuk albuma raznovrsniji je nego na prethodnom Kad fazani lete. Prevladavajućem hard rock zvuku dodani su motivi funka i soula. Album donosi i prvu obradu narodne baštine u Klinček stoji pod oblokom, pjesmi koja će postati najveći radijski hit Azre. U 3N Štulić je preuzeo ritmičku strukturu pjesme Know Your Rights' grupe The Clash. 

### Teme
Depresivna situacija u državi i osobni problemi autora odredili su ton albuma. Teme se kreću od pobune protiv konformizma, nemoći pojedinca u autokratskom sistemu i turobne društvene zbilje do preispitivanja autorovog unutrašnjeg svijeta i ispisivanja nizova nadrealnih slika. Štulić nije prihvaćao prigovore o nerazumljivosti stihova na albumu. U intervjuu beogradskom magazinu Nin kaže "Što nerazumljivije, to pametnije. Taj princip ne važi, radi se o predrasudi. Nema tu šifara. Kad se bolje udubiš vidiš da se radi o jednom pučkom tipu pjesme".

### Naslovnica
Naslovnicu albuma izradio je dizajnerski studio Greiner & Kropilak, a prikazana je crno-bijela ilustracija radnika na izlasku iz tvornice. U donjem lijevom kutu nalazi se manja fotografija Branimira Štulića, okružena nazivom albuma i imenom grupe.

### Popis pjesama
1. 3N (3:58)
2. Mon ami
3. Pukovnik i pokojnik (3:39)
4. No comment (2:57)
5. Krivo srastanje
6. Jane
7. Klinček stoji pod oblokom (4:24)
8. MSP (4:40)
9. Duboko u tebi (4:44)
10. Nešto između (1:06)
11. Flash